# Даніель Діаш
Даніель де Фаріа Діаш (нар. 24 травня 1988) — бразильський паралімпійський плавець. Навчившись плавати в 2004 році після того, як Клодоальдо Сілва його надихнув на літніх Паралімпійських іграх 2004 року, він взяв участь у своїх перших міжнародних змаганнях через два роки, вигравши п'ять медалей. Він брав участь у різноманітних змаганнях з плавання на Паралімпійських іграх 2008, 2012, 2016 і 2020 років і виграв 27 медалей, у тому числі 14 золотих.

## Доспортивне життя
Діаш народився в 1988 році в Кампінасі, місті на північ від Сан-Паулу. Він народився з вадами розвитку верхніх і нижніх кінцівок. Діаш почав займатися плаванням у віці 16 років після перегляду Літніх Паралімпійських іграх 2004 року, і за два місяці вивчив чотири стилі плавання. Він вивчав механіку і фізичне виховання в Університеті Сан-Франциско (Бразилія).

## Спортивна кар'єра та досягнення
Його першою великою подією став Чемпіонат світу з плавання IPC 2006 року в Дурбані, Південна Африка. Він виграв золоту медаль у трьох змаганнях і срібну медаль ще у двох. У віці 20 років він брав участь у своїх перших Паралімпійських іграх у Пекіні в 2008 році. Ігри виявилися дуже успішними для Діаша, який виграв більше медалей, ніж будь-який інший спортсмен. Загалом він здобув дев'ять медалей, у тому числі чотири золоті, чотири срібні та одну бронзову на різних дистанціях і в різних дисциплінах.
У 2009 році Діаш отримав престижну спортивну нагороду «Лаурус» як «Спортсмен року з інвалідністю», яку вручив знаменитий британський спортсмен та функціонер Себастьян Коу на церемонії в Лондоні. Діаш був послом Бразилії для представлення заявки своєї країни на проведення Паралімпіади 2016 на проведення Літніх Олімпійських і Паралімпійських ігор 2016 року та був присутнім на презентації файлу кандидата в Міжнародний олімпійський комітет.
У 2012 році Діаш вдруге став найкращим спортсменом року з обмеженими можливостями після того, як на Паралімпійських іграх 2012 року виграв 6 золотих медалей за світовий рекорд.
До лютого 2013 року він встановив світові рекорди МПК у плаванні на різних дистанціях — 50, 100 і 200 метрів вільним стилем (S5), 50 і 100 метрів на спині (S5), 50 і 100 метрів батерфляєм (S5), 50 і 100 метрів брасом (SB4) і 200 метрів комплексним плаванням (SM5).
У 2016 році його порівняли з видатним американським плавцем Майклом Фелпсом, хоча той не був паралімпійцем. Незважаючи на таке почесне порівняння, Даніель Діаш сказав, що він саме Даніель Діаш і ніхто інший.